# Stephen Keshi
Stephen Okechukwu Keshi (ur. 23 stycznia 1962 w Azare, zm. 7 czerwca 2016 w Beninie) – nigeryjski piłkarz i trener piłkarski, podczas kariery występował na pozycji pomocnika. Jako zawodnik grał w klubach Belgii (m.in. w RSC Anderlecht), Francji, Holandii i USA. Znalazł się w kadrze reprezentacji Nigerii na mundial 1994 oraz Puchar Narodów Afryki 1994, na którym Nigeryjczycy wywalczyli mistrzostwo kontynentu. Po zakończeniu kariery piłkarskiej rozpoczął pracę szkoleniową, najpierw w Nigeryjskim Związku Piłki Nożnej. W latach 2004–2006 był selekcjonerem reprezentacji Togo, z którą, jako pierwszy szkoleniowiec w historii, awansował do finałów mistrzostw świata, jednak cztery miesiące przed turniejem został zdymisjonowany. Od lutego 2007 roku ponownie jest trenerem Togo. W latach 2008–2010 selekcjoner reprezentacji Mali.
Od 2011 r. trener reprezentacji Nigerii

## Kariera szkoleniowa
Po zakończeniu kariery sportowej, uczył się zawodu trenerskiego w Stanach Zjednoczonych. W 1996 roku był asystentem selekcjonera w młodzieżowej reprezentacji Nigerii, która w tym samym roku zdobyła na Igrzyskach Olimpijskich złoty medal.
W 2004 roku został szkoleniowcem reprezentacji Togo, którą następnie wprowadził do mundialu 2006. Po słabym występie drużyny w Pucharze Narodów Afryki 2006, na cztery miesiące przed mistrzostwami świata, został zastąpiony przez Niemca Otto Pfistera.
Powrócił na stanowisko selekcjonera Togo w lutym 2007 roku.
W 2008 r. został selekcjonerem reprezentacji Mali, z którą awansował na Puchar Narodów Afryki w Angoli. Na turnieju Mali nie wyszło z grupy, a w konsekwencji Keshi został zdymisjonowany.
W 2011 r. został selekcjonerem reprezentacji Nigerii. W 2013 r. wygrał Pucharu Narodów Afryki, który odbywał się na boiskach RPA. Dzień po triumfie złożył dymisję, lecz następnego dnia wycofał ją.

## Sukcesy szkoleniowe
- awans do mundialu 2006 oraz start (faza grupowa) w Pucharze Narodów Afryki 2006 z reprezentacją Togo
- zdobycie Pucharu Narodów Afryki w 2013 r. z drużyną Nigerii.